# Chemin des Poissonniers
Le chemin des Poissonniers, dans le nord de Paris, aussi appelé chemin de la marée, est une ancienne voie parisienne.

## Origine du nom
Cette voie tire son nom du fait qu'elle est la route reliant le nord de la France et les Halles de Paris emprunté par les marchands de poissons.

## Historique
Selon Théodore Vacquer, c’est un ancien chemin gaulois qui dédoublait la voie romaine réservé aux transports vulgaires et encombrants.
Le chemin des Poissonniers dans le nord de Paris, aussi appelé chemin de la marée, est une ancienne voie parisienne qui existait déjà en 1307 et a été utilisé pendant très longtemps pour acheminer les produits de la mer, par des convois appelés chasse-marées, des ports du nord de la France comme Dieppe ou Boulogne-sur-Mer, vers les Halles de Paris. Les marchandises pouvaient aussi être débarquées au port de Saint-Denis. Il a gardé sa vocation jusqu'à l’avènement du chemin de fer vers 1850.
Le chemin a porté diverses appellations : chemin de Saint-Denis, chemin Puquetière, chemin de Franciade.
Il en existe toujours plusieurs segments visibles, en partant du Nord:
- Chemin de la Marée, Montlignon, venant de la Mer du Nord
- Rue de la Marée, Saint-Leu-la-Forêt, venant de la Manche

À partir de Saint-Denis, le tracé est beaucoup plus clair:
- La rue Charles-Michels, qui débute à la gare de Saint-Denis jusqu'au carrefour Pleyel, a porté le nom de chemin de la Morée, puis rue des Poissonniers de 1800 à 1924[9].
- Dans le même alignement, la rue Pleyel, Saint-Denis porte encore le nom de chemin des Poissonniers.
- La rue des Poissonniers à Saint-Ouen, à la limite avec le dépôt ferroviaire du Landy à Saint-Denis, commune où elle est appelée rue du Chemin-de-Fer.
- Le Chemin des Poissonniers à la limite de Saint-Denis et Saint-Ouen, le long du cimetière parisien de Saint-Ouen. Ce chemin fut dévié lors de l'ouverture du nouveau cimetière en 1872 et est aujourd'hui inaccessible.
- La rue des Poissonniers, à nouveau à Saint-Ouen, au sud du cimetière, à la limite avec Saint-Denis et Paris.
- Porte des Poissonniers, une entrée secondaire de Paris.
- Avenue de la Porte-des-Poissonniers, à Paris
- Rue des Poissonniers
- Rue du Faubourg-Poissonnière
- Rue Poissonnière

### Entre Saint-Ouen et Saint-Denis

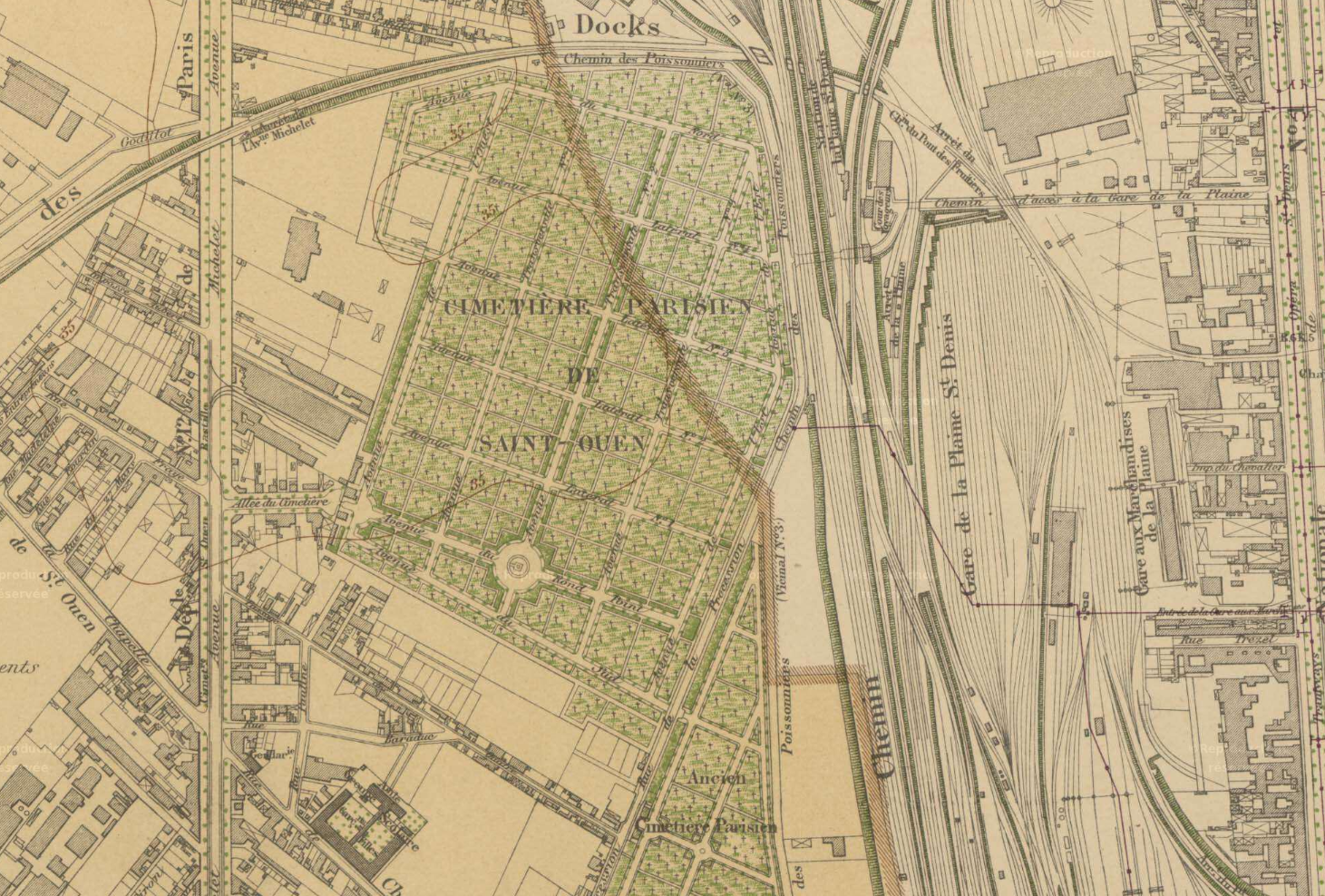
En 1899, le chemin des Poissonniers longe déjà le cimetière parisien dont l'itinéraire fut dévoyé au moment de son aménagement en 1872. L'itinéraire historique correspond à la limite communale de l'époque visible en marron sur cette carte.

Le chemin des Poissonniers marque de longue date la limite communale de Saint-Ouen et de Saint-Denis, entre la rue du Landy et la porte des Poissonniers. Néanmoins, sa partie audonienne est de nos jours en grande partie impraticable. En effet, bien qu'il existe aux deux extrémités du territoire communal de Saint-Ouen-sur-Seine une rue des Poissonniers correspondant au tracé historique, ces deux tronçons sont interrompus par la présence de deux importantes emprises foncières, d'une part le cimetière parisien de Saint-Ouen et d'autre part le dépôt SNCF du Landy, à Saint-Denis.
En effet, le chemin des Poissonniers fut dévoyé lors de l'aménagement du cimetière en 1872. Dans un second temps, s'ensuivit une modification des limites communales, le quart nord-est du cimetière, alors sur le territoire de Saint-Denis, fut ainsi cédé à sa voisine, le chemin retrouva ainsi son rôle de limite communale.
À la suite de ce dévoiement, le chemin des Poissonniers se trouva cerné par les voies ferrées et le cimetière. En 2018, cette portion est propriété de la SNCF. Bien que son emprise soit principalement utilisée pour une voie routière interne au dépôt, des infrastructures ont été bâties dans les années 90 pour l'entretien des rames TGV, ainsi une voie de garage occupe l'emprise du chemin. Immédiatement en limite de ce dépôt ferroviaire est situé le mur d'enceinte du cimetière. Hormis en supprimant ces infrastructures ferroviaires, la situation actuelle rend donc impossible le fait de disposer d'une largeur suffisante sur l'ensemble du linéaire pour permettre une réouverture du chemin jusqu'à la rue du Landy, malgré le souhait exprimé par les riverains et les associations locales de disposer d'une liaison douce.
Il subsiste par ailleurs un passage souterrain (interdit au public) sous le faisceau de voies ferrées de la gare du Nord qui débouche sur la Plaine Saint-Denis, qui relie ainsi le chemin des Poissonniers au chemin des Petits-Cailloux. Surnommé le Pont Noir, il servait à desservir l'ancienne gare de La Plaine-Tramways située au milieu de ce faisceau, à l'endroit où sont bâtis des châteaux d'eau de nos jours.
Concernant le cimetière parisien, une alternative pour constituer cette liaison pourrait consister à emprunter la rue Adrien-Lesesne. Historiquement appelé chemin de la Procession il était utilisé par les bénédictines du Sacré-Cœur de Montmartre lors de processions à Saint-Denis. Celui-ci bordait l'ancien cimetière et convergeait avec le chemin des Poissonniers un peu plus au nord. De nos jours, ce chemin marque la limite entre l'ancien et le nouveau cimetière mais a été annexé par le site funéraire : la rue Adrien-Lesesne est ainsi en impasse à l'entrée du cimetière, ce qui rend également hasardeux un éventuel cheminement par ce biais, bien qu'il s'agisse toujours d'une section de voirie sur le cadastre et le plan local d'urbanisme de Saint-Ouen. Néanmoins, cette alternative ne répond pas à la problématique du débouché nord sur le chemin des Poissonniers où ont été bâties les infrastructures ferroviaires évoquées.
Un dernier point bloquant est le franchissement de la ligne des Docks, bien que d'anciennes vues aériennes montrent qu'il existait une passerelle piétonne à cet endroit jusqu'à la fin des années 1980,